# Bocani, Fălești
Bocani este un sat din raionul Fălești, Republica Moldova.

## Istorie
Satul Bocani apare pentru prima dată în actele oficiale în anii 1620-1621:
„Copie de pe un uric de moșii dela Adam sulgeriul, care-i scris dela Alexandru vodă Ilieș, din văleat 7129 <1620-1621>.
Uric dela Alexandru Ilie vodă, din vălet 7129 <1620-1621> pe toate moșiile lui Ionașco Ghenghe logofăt și frăține-său Grigorii Ghenghe, anume pe cum scriu mai gios a lor drepte ocine și moșii dela părinți și de cumpărătură anume satul Joldeștii pe Siret, cu mori în Siret și giumătate de sat de Vorona, cu loc de iaz și de mori pe pârâul satului, care s-au cumpărat ei dela Vasili Grumedzea și dela femeia lui, Stanca, fata lui Pătrașco Arbure și dela feciorii lor și dela Bociul și dela femeia lui, fata lui Pătrașco Arbure și dela feciorii lor, nepoții bătrânului Arbure, drept 55 ughi, dintr-a lor drepte drese ce au fost având moșul lor, Bătrânul Arbure.

...

Și satul Parcova cu iaz si cu mori pe Ciuhur și a patra parte din sat din Strășineni, cu iazul dela Dorohoiu și satul Bocanii și satul Pietroasa supt Măgura dela ținutul Iașilor, dreaptă moșie a lor.

...

Andrei logofăt.”

## Administrație și politică
Componența Consiliului local Bocani (9 consilieri), ales la 5 noiembrie 2023, este următoarea:
|  | Partid                                       | Consilieri | Componență | Componență | Componență |
|  | -------------------------------------------- | ---------- | ---------- | ---------- | ---------- |
|  | Partidul Social Democrat European            | 3          |            |            |            |
|  | Partidul Socialiștilor din Republica Moldova | 2          |            |            |            |
|  | Partidul Acțiune și Solidaritate             | 2          |            |            |            |
|  | Partidul Liberal Democrat din Moldova        | 1          |            |            |            |
|  | Partidul Nostru                              | 1          |            |            |            |